# Ellen von Unwerth

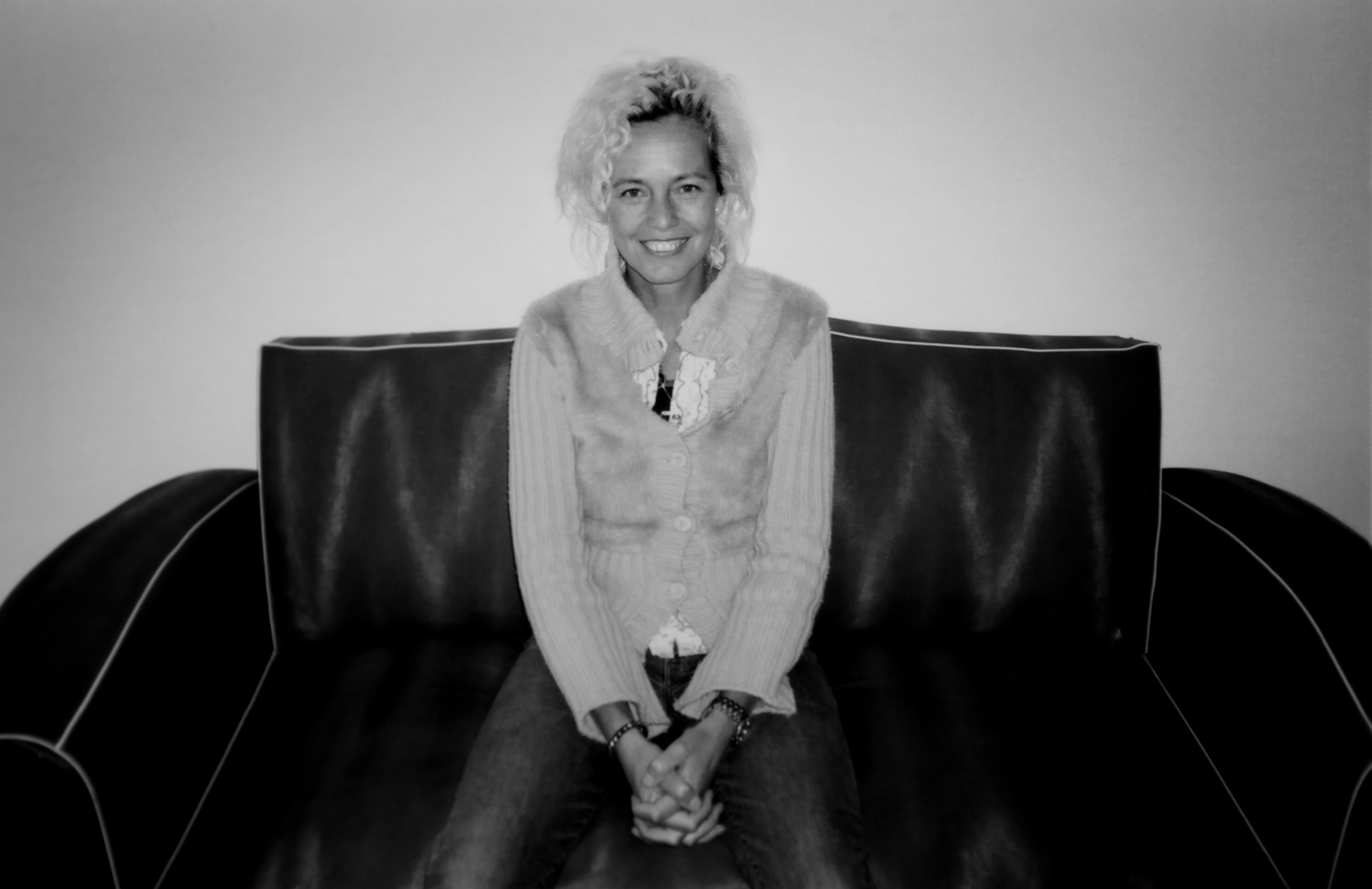
Ellen von Unwerth (2003)

Ellen von Unwerth (* 1954 in Frankfurt am Main) ist eine deutsche Fotografin.

## Leben
Ihre Mutter starb, als von Unwerth zwei Jahre alt war. Die Kindheit und Jugend verbrachte sie in einem Waisenhaus im Allgäu. Mit 16 Jahren zog sie zu einem Freund in eine Hippie-Kommune im Allgäu. Danach ging von Unwerth nach München und bekam nach einer Vorstellung des Circus Roncalli vom damaligen Zirkusdirektor André Heller eine Anstellung. Später buchte sie ein Fotograf in München für ein Fotoshooting der Zeitschrift Bravo. Dort wurde sie vom Chef der Modelagentur Elite entdeckt, der sie 1975 nach Paris brachte und zu einem Topmodel machte.
Während einer Modeproduktion 1986 in Kenia lieh sie sich eine Kamera und fotografierte andere Models und einheimische Kinder. Diese Aufnahmen wurden später im französischen Modeheft Jill veröffentlicht, und in ihr reifte der Entschluss, Fotografin zu werden, obwohl sie über keine entsprechende Ausbildung verfügte. Erste Erfolge hatte sie mit der Auftragsarbeit für die französische Elle, bei der sie ein Model für eine Anzeigenkampagne des Jeans-Labels Guess fotografieren sollte. Ihre Wahl fiel auf die erst 17-jährige Claudia Schiffer, die der jungen Brigitte Bardot ähnelte.
Ihre Arbeit wird stark von ihrem Vorbild Helmut Newton geprägt. So sind ihre Bilder von einer kühlen Erotik gekennzeichnet. Sie veröffentlichte u. a. in der Vogue, in i-D und in Vanity Fair und gab mehrere eigene Fotobücher heraus. 1991 gewann sie den ersten Preis des International Festival of Fashion Photography.
Zu ihren Models gehörten u. a. Estella Warren, Eva Herzigová, Kate Moss, Nadja Auermann, Naomi Campbell, Catherine Deneuve, Heidi Klum und Mylène Farmer; außerdem fotografierte sie auch Weltstars wie Rihanna, Christina Aguilera, Britney Spears, Monica Bellucci oder Madonna. Unwerth hat auch bei Kurzfilmen für Modedesigner Regie geführt, ebenso bei Musikvideos für Duran Duran, Salt’N’Pepa und anderen.
Seit 1990 ist Ellen von Unwerth mit dem Franzosen Christian Fourteau verheiratet und hat eine Tochter. Sie lebt und arbeitet in Paris und New York. 2019, 2021 sowie 2025 war sie Fotografin und Gastjurorin bei Germany’s Next Topmodel.
In der Fernsehserie Emily in Paris hat von Unwerth einen Cameo-Auftritt in der Staffel 2, Folge 6 (Siedepunkt / Boiling Point).

## Ausstellungen
- 2002 reality-check, 2. Triennale der Photographie, Hamburg / „Archaeology of Elegance“, Deichtorhallen, Hamburg
- 2003 Ellen von Unwerth – Revenge. Camera Work, Berlin
- 2011 Ellen von Unwerth. Berlin bei Nacht. NRW-Forum, Düsseldorf
- 2012 Ellen von Unwerth: The Story of Olga, CWC Gallery, Berlin
- 2014 Ellen von Unwerth: Secret Service, Preiss Fine Arts, Vienna
- 2022 Ultimate Ellen von Unwerth 7-11 November in Paris, 16-22 November in London.

## Veröffentlichungen
- Snaps. Twin Plus Publications, 1994. ISBN 0-944092-29-2.
- Couples. Schirmer-Mosel, München 1998. ISBN 3-88814-446-9. Sonderausgabe 2006. ISBN 3-8238-0367-0.
- Wicked 1999. ISBN 3-88814-899-5.
- Revenge 2003. ISBN 1-931885-14-1.
- Fräulein. Taschen, Köln  2009. ISBN 978-3-8365-1477-4.
- Die Spieler 2010. ISBN 978-3-941396-01-2.
- The Story of Olga, Taschen, Köln 2012. ISBN 978-3-8365-3980-7.